# Årsredovisningslagen
Årsredovisningslag (1995:1554 ), innehåller bestämmelser om upprättande och offentliggörande av årsredovisning, koncernredovisning och delårsrapport.
Lagen har under åren varit föremål för ett antal större och mindre ändringar. Samtidigt har god redovisningssed utvecklats i och med att normgivarna, Bokföringsnämnden och Redovisningsrådet, publicerat normer för års- och koncernredovisningar samt för delårsrapporter. Sedan 2001 har företag möjlighet att välja mellan dessa två normgivare.